# Federico de Dinamarca (1532-1556)
Federico de Dinamarca (Dinamarca, 13 de abril de 1532 - 27 de octubre de 1556) fue un príncipe de Dinamarca y obispo de Hildesheim y Schleswig (1551-1556). Hijo del rey Federico I de Dinamarca y de Sofía de Pomerania.

## Primeros años
Federico fue el menor e último hijo de los seis vástagos del rey Federico I de Dinamarca y de su segunda esposa, la reina Sofía de Pomerania. Fue criado en la corte real de su medio hermano el rey Cristián III. 

## Carrera eclesiástica
Después de la división del estado de Schleswig y Holstein en 1544, se tuvo que encontrar una solución para proporcionar a Federico un ducado porque no querían fragmentar aún más el país. Sin embargo, las negociaciones con otras diócesis fracasaron. 
Fue nombrado Obispo de Schleswig y en 1551, se postuló como Obispo de Hildesheim, pero no se consagrado como protestante. 

## Muerte
Federico murió el 27 de octubre de 1556, con apenas 24 años de edad. Se encuentra enterrado en la Catedral de Schleswig, descansando junto a sus padres.